# Harpalejeunea ancistrodes
Harpalejeunea ancistrodes är en bladmossart som först beskrevs av Richard Spruce, och fick sitt nu gällande namn av Victor Félix Schiffner. Harpalejeunea ancistrodes ingår i släktet Harpalejeunea och familjen Lejeuneaceae. Inga underarter finns listade i Catalogue of Life.